# بخش نیو لندن (شهرستان هورون، اوهایو)
بخش نیو لندن (به انگلیسی: New London Township) یک منطقهٔ مسکونی در ایالات متحده آمریکا است که در شهرستان هیورن، اوهایو واقع شده‌است.
 بخش نیو لندن ۶۷٫۹ کیلومتر مربع مساحت و ۳٬۲۶۸ نفر جمعیت دارد و ۲۹۷ متر بالاتر از سطح دریا واقع شده‌است.